# 大卫·斯托克顿
大衛·詹姆斯·史塔克頓（英語：David James Stockton，1991年6月24日—），美國籃球運動員。曾效力過NBA球隊薩克拉門托國王、猶他爵士。目前效力於孟菲斯灰熊隊 。是奈史密斯籃球名人紀念堂成員约翰·斯托克顿的兒子。

## 外部連結
- 大卫·斯托克顿在fiba.basketball（英语）
- 大卫·斯托克顿在NBA（英语）
- 大卫·斯托克顿在亞得里亞海聯賽（英语）
- 大卫·斯托克顿在德國籃球甲級聯賽（德语）
- 大卫·斯托克顿在Basketball-Reference.com（NBA）（英语）
- 大卫·斯托克顿在Basketball-Reference.com（NBA G聯盟）（英语）
- 大卫·斯托克顿在Basketball-Reference.com（國際）（英语）
- 大卫·斯托克顿在Sports-Reference.com（NCAA）（英语）
- 大卫·斯托克顿在ESPN（NBA）（英语）
- 大卫·斯托克顿在Eurobasket.com（球員）（英语）
- 大卫·斯托克顿在RealGM（英语）
- 大卫·斯托克顿在Proballers（英语）
- 大卫·斯托克顿在Flashscore（英语）